# کوخم
شهر کوخم در ایالت راینلند-فالتز در کشور آلمان واقع شده است.

## نگارخانه

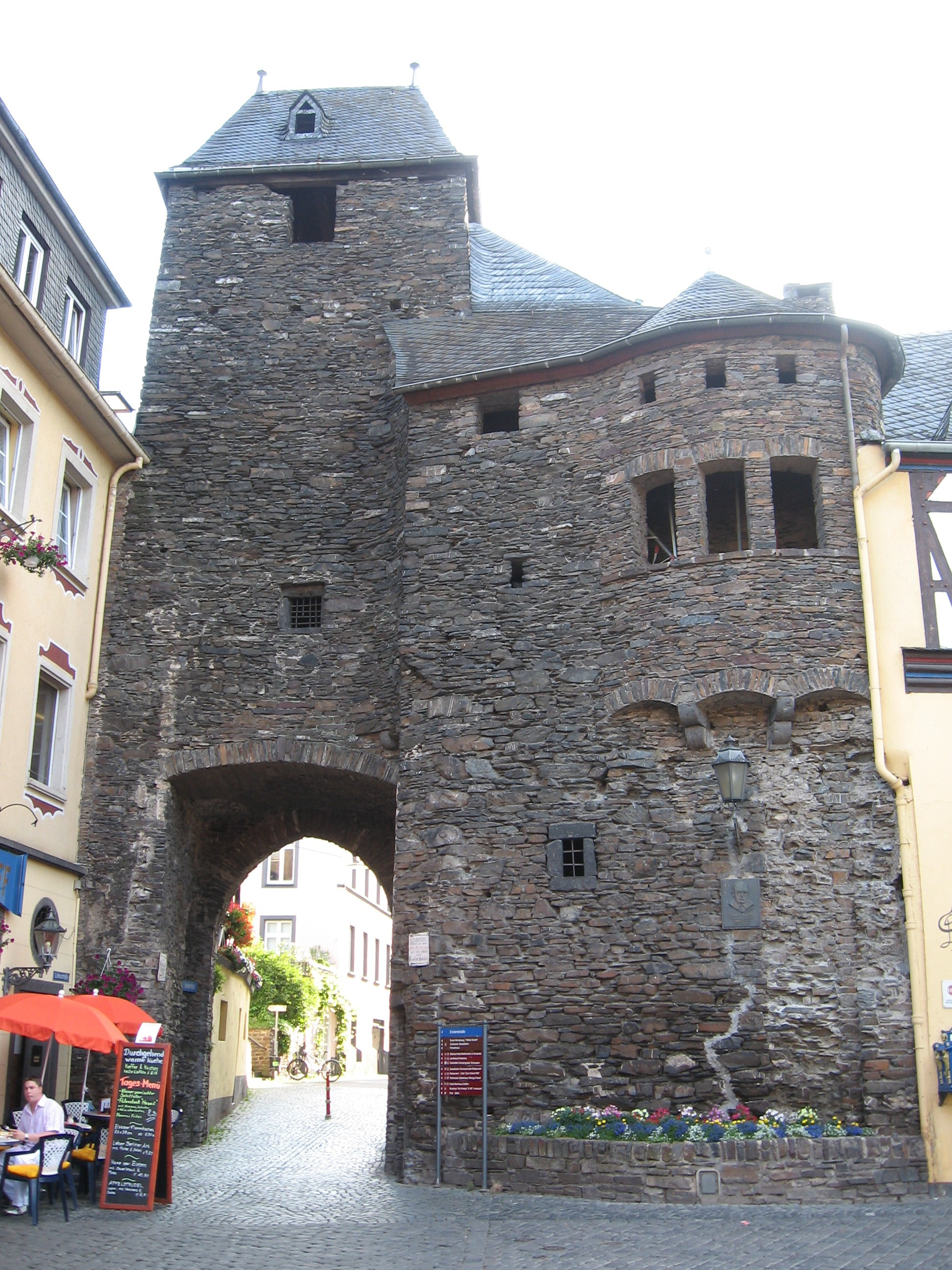
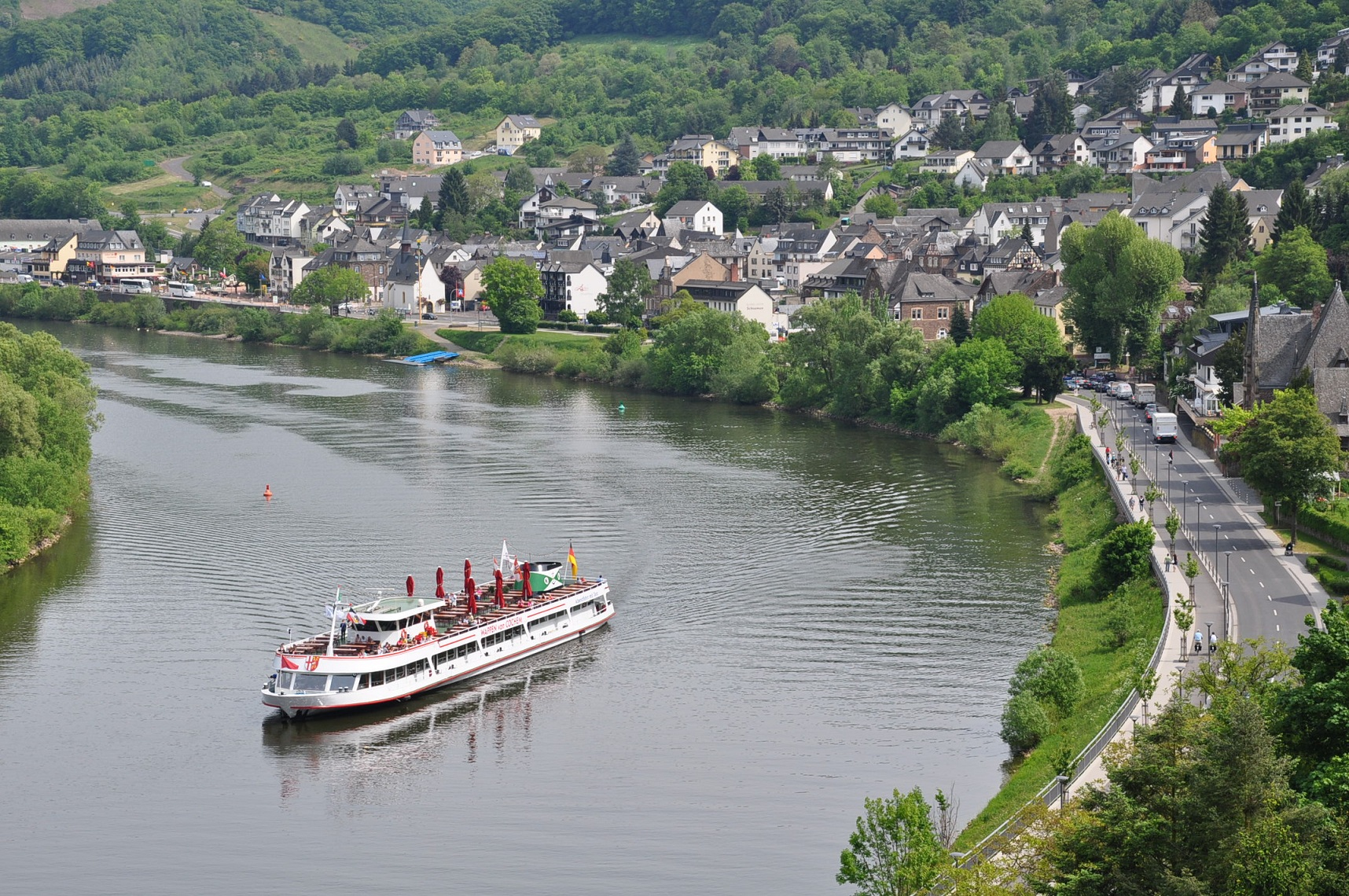
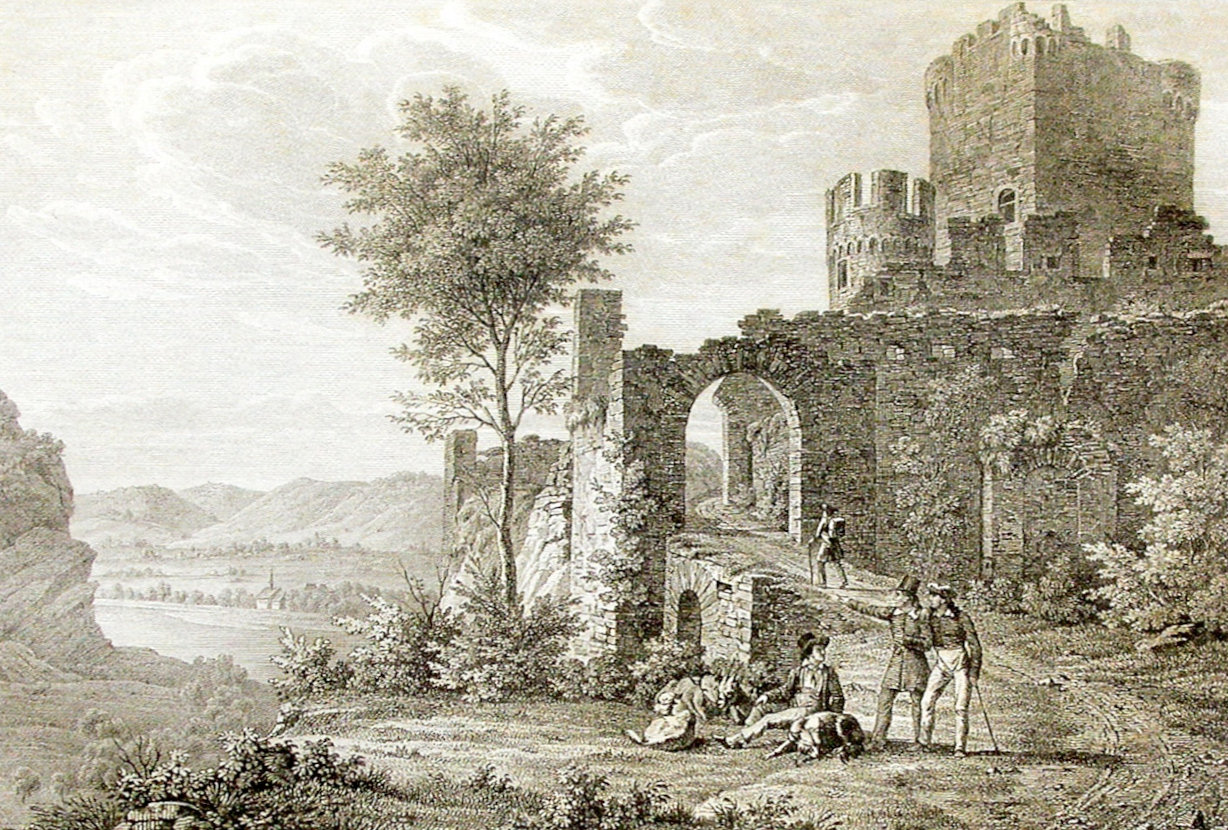
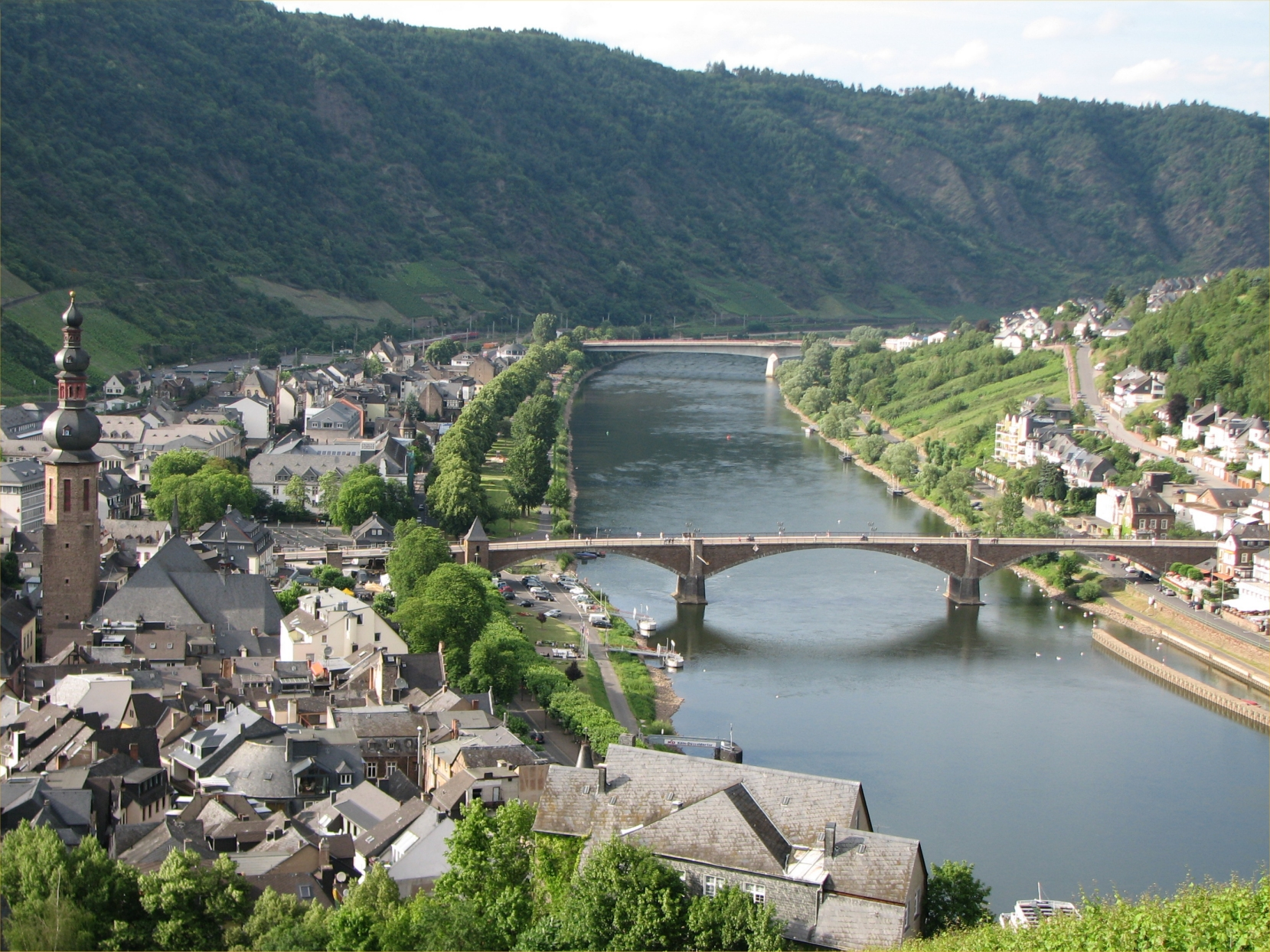
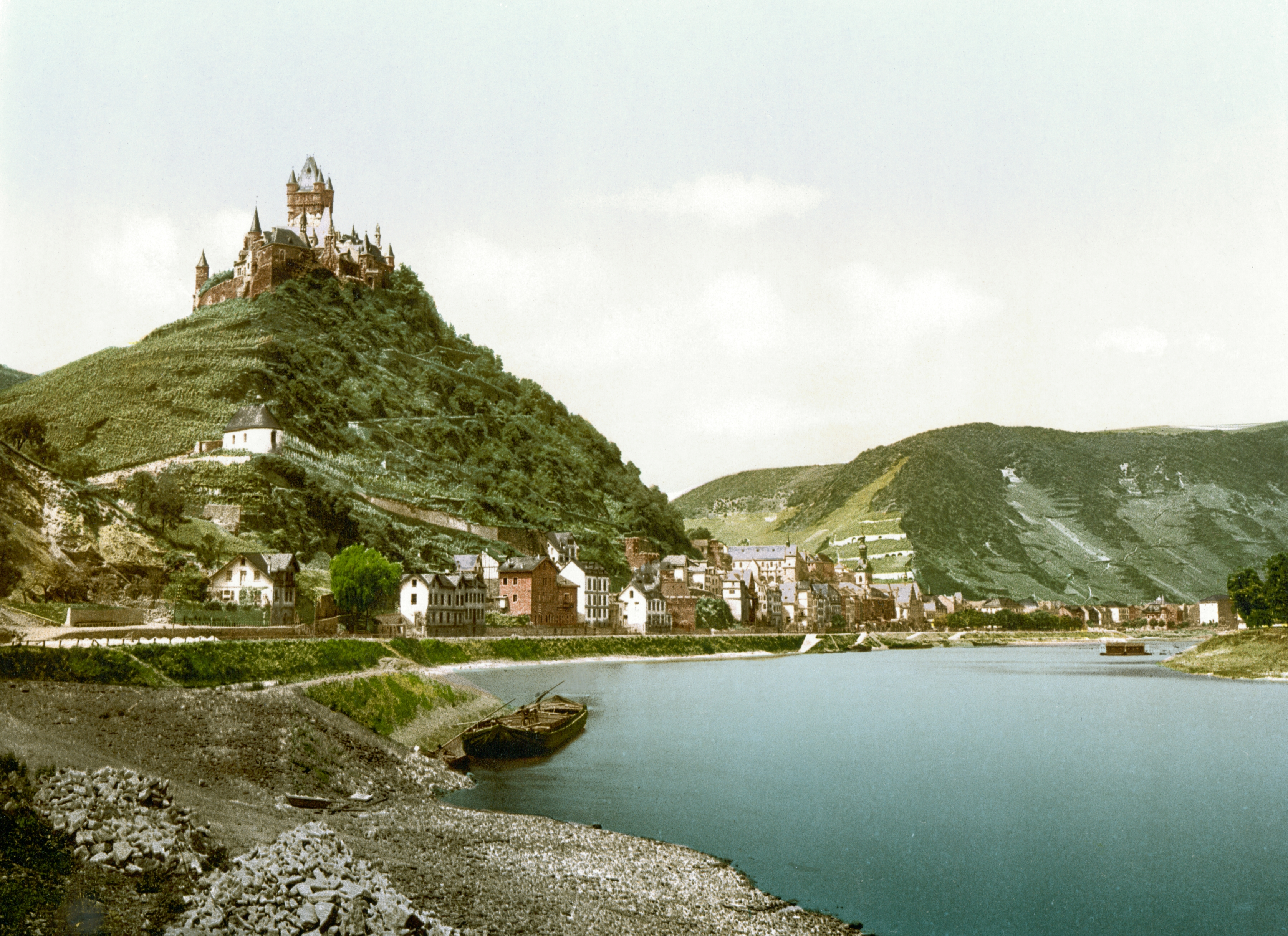